# Chœur des armaillis de la Gruyère
 (mai 2024).
Le Chœur des armaillis de la Gruyère, est un ensemble vocal masculin fondé en 1955 et basé à Bulle, dans le district de la Gruyère, en Suisse.

## Historique
Le Chœur des armaillis de la Gruyère, fondé en 1955 par André Corboz, musicien et pédagogue, et Henri Gremaud, conservateur du musée gruérien, et un ensemble de seize chanteurs, représenta la Suisse, dès le début de ses activités, avec un répertoire de chants traditionnels lors de manifestations internationales. 
Après avoir été dirigé de 1976 à 2016 par Michel Corpataux, élève d’André Corboz en chant, piano et direction chorale, puis du conservatoire de Fribourg où il obtint un diplôme Ward d’enseignement de la pédagogie musicale, le chœur est actuellement dirigé par Nicolas Fragnière. Il est composé d'une trentaine de membres qui se produisent dans le costume traditionnel des armaillis, les bergers de la Gruyère.
Durant des années, Bernard Romanens a chanté avec le Chœur des armaillis de la Gruyère et a été notamment le soliste du Ranz des vaches dont l'interprétation lors de la Fête des vignerons de 1977 à Vevey lui a donné une stature internationale.
2016 aura été une année charnière pour le Chœur des Armaillis de la Gruyère. En effet, après 40 ans de direction, son chef historique Michel Corpataux décide de remettre la baguette à quelqu’un d’autre. Pour commémorer ces 4 décennies, une série de concerts a été donnée dans tout le canton de Fribourg, et un nouvel album de chants populaires est publié, « Liauba ».
En décembre 2016, le Chœur des Armaillis de la Gruyère a donné son dernier concert sous la direction de Michel Corpataux.
Dès le début 2017, c’est sous la direction de son nouveau et talentueux chef Nicolas Fragnière que le Chœur des Armaillis de la Gruyère débute sa nouvelle saison musicale. Le nouveau directeur impose rapidement sa patte personnelle sur le chœur, sans pour autant faire perdre son âme à celui-ci.
En octobre 2018, le Chœur des Armaillis de la Gruyère se rend dans la ville éternelle, Rome, pour une série de concerts au Vatican, ainsi que dans d’autres lieux de la ville.
En novembre 2018, il a la chance de collaborer avec la mezzo-soprano Marie-Claude Chappuis pour l’enregistrement d’un cd, ainsi que pour deux concerts donnés à l’Église de Gruyère dans cadre du Festival international du lied de Fribourg.
En janvier 2019 débute l’enregistrement d’un nouveau cd, ayant pour la première fois comme thème la nativité. La sortie de ce disque est prévue pour la fin de l’année 2019.
Pour succéder à Michel Corpataux à la tête du Chœur des Armaillis de la Gruyère, Nicolas Fragnière de Vuadens a été choisi parmi 14 candidatures. Agé de 43 ans, Nicolas Fragnière est bien connu du milieu choral fribourgeois. Après avoir dirigé le chœur-mixte l’Espérance de Vuadens durant de nombreuses années, il dirige actuellement l’Ensemble Vocal « La Cantilène » de Fribourg depuis 2000 ainsi que le chœur-mixte de Grandvillard depuis 2004. Diplômé du conservatoire de Fribourg (enseignement de la musique au CO et Gymnase) et du conservatoire de Lausanne (direction d’orchestre), il enseigne la musique au Gymnase intercantonal de la Broye. Nicolas Fragnière reprendra les rênes du Chœur des Armaillis de la Gruyère en janvier 2017.

## Répertoire
Le répertoire du Chœur des armaillis de la Gruyère est composé en majeure partie des chants populaires et traditionnels de la région, partiellement en patois. Il est complété par des chants grégoriens et des œuvres de musique religieuse catholique et orthodoxe. Les œuvres classiques pour chœur d'hommes, des origines de la polyphonie à la musique contemporaine sont également au répertoire de l'ensemble. En 1991, il a donné le Requiem de Franz Liszt. 

## Activités
Le Chœur des armaillis de la Gruyère se produit en Suisse comme à l'étranger. Il participe à des festivals et rencontres internationales de chant choral comme les Rencontres chorales internationales de Montreux. Invité par les chaînes de radio et de télévision nationales ou françaises, l'ensemble participe régulièrement aux Heures musicales de la Radio suisse romande et a été choisi pour animer une émission sur le thème du chant grégorien organisée par France 2. Le Chœur a enregistré la bande son de Jacques et Françoise, film de Francis Reusser et est également appelé à chanter lors d'expériences musicales comme Banaudon, une « féerie dramatique ». 

## Récompenses
- 1981 : premier prix des Rencontres chorales internationales de Montreux, mention excellent
- 1996 : premier prix Chœurs d’hommes, mention excellent et prix spécial du jury pour la meilleure interprétation des pièces de Schubert au Concours international de chant Franz Schubert à Vienne (Autriche),
- 1999 : prix du public, prix de la meilleure pièce avec le plus grand nombre de points et deuxième prix final de la catégorie internationale avec mention excellent du Festival international de Cork (Irlande),
- 2002 : deuxième prix du jury avec mention excellent dans la catégorie élite du Concours Suisse des chorales à Vevey,
- 2005 : deuxième prix avec mention excellent à l'International Cornwall Males Voices Festival à Truro (Angleterre)[1],
- 2012 : diplôme d'or au Concours international Franz Schubert.
- 2015 : 1er prix du jury pour chœur à voix égales, mention excellent avec distinction au Montreux Choral Festival

## Discographie
Le répertoire du Chœur des armaillis de la Gruyère est enregistré sur disques. On trouve dans sa première discographie les chants populaires de Joseph Bovet puis en : 
- Pacem in terris en 1993 : des chants grégoriens et de la musique polyphonique religieuse,
- Contrastes en 1996 : des chansons du répertoire profane,
- L'Âme du vin en 2002 : des mélodies bachiques,
- Écoute Gruyère en 2006 : des chants traditionnels de Gruyère[5],
- Liauba en 2016 : des chants populaires de Gruyère et d'ailleurs.
- Tsalandè en 2019  :  des chants de l'Avent et de Noël
- Ave Generosa en 2023  : des chants religieux